# Luis Ramón Marín
Luis Ramón Marín (Madrid, 1889 - Madrid, 1944), est un photographe espagnol.

## Biographie
Marín est considéré comme l'un des premiers photojournalistes espagnols.
Censuré, il n'a plus exercé après la Guerre d'Espagne.